# Палей, Ирина Павловна
Княжна Ирина Павловна Палей (родилась без фамилии, на следующий год получила титул графиня Гогенфельзен; 21 декабря 1903, Париж — 15 ноября 1990, Биарриц) — общественный деятель, старшая дочь Великого князя Павла Александровича от морганатического брака с Ольгой Валерьяновной Пистолькорс, княгиней Палей (урождённой Карнович).

## Биография
После расстрела отца мать вывезла её вместе с сестрой Натальей в Финляндию.
В 1925 году открыла школу для девочек в Кэнси-су-Сенар (под Парижем) в память великого князя Павла Александровича (обучение проводилось по программам русских женских институтов). В 1926 в Париже выступила с чтением стихов князя Владимира Павловича на вечере его памяти.
Под её покровительством в 1930-е проходили в Париже благотворительные вечера. Товарищ председателя Общества «Быстрая помощь» (1930-е).
В 1935 в Кэнси состоялся праздник и чествование княгини по случаю 10-летия со дня основания школы. В 1937 вошла в Совет Русского музыкального общества за границей (РМОЗ).
Ирина умерла в Биаррице 15 ноября 1990 года.

## Личная жизнь
31 марта 1923 года в соборе Святого Александра Невского в Париже вышла замуж за князя императорской крови Фёдора Александровича Романова — сына Великого князя Александра Михайловича. В браке родился сын — князь Михаил Фёдорович Романов (1924—2008). С 1930 года супруги жили раздельно.
Роман Ирины с графом Юбером де Монбризоном (1892—1981) начался ещё во время её брака с Фёдором Александровичем. 7 мая 1934 года у них родилась дочь — Ирина Романова. Фамилию дочь получила в связи с тем, что мать фактически была замужем за Фёдором Александровичем.
Развод с Фёдором Александровичем состоялся 22 июля 1936 года.
11 апреля 1950 года в Париже Ирина Романова вышла замуж за графа Юбера де Монбризона.
Дочь Ирина Фёдоровна Романова дважды была замужем: с 1955 по 1959 год — за Андре Жаном Пель (1923—1998), в браке с которым родился сын Алан Пель (р. 1956) (женат, двое сыновей Оливье и Кристоф), с 1962 года — за Виктором-Марселем Солаз (р. 1938).